# Barış Kılıç

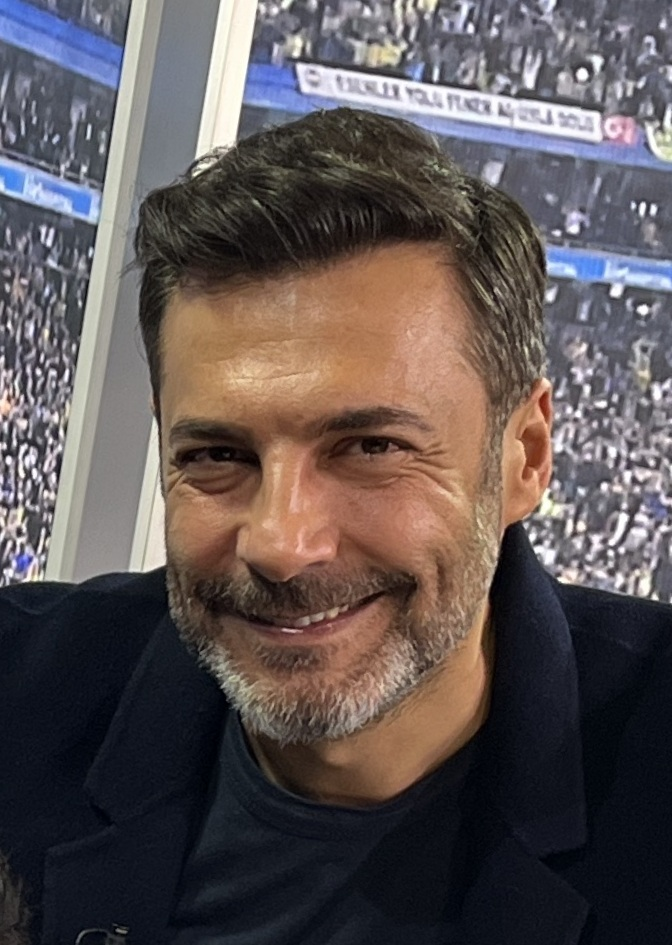
Barıṣ Kılıç

Barıṣ Kılıç (* 21. Februar 1978 in Arguvan) ist ein türkischer Schauspieler.

## Leben und Karriere
Kılıç wurde am 21. Februar 1978 in Arguvan geboren. Als er fünf Jahre alt war, zog er mit seiner Familie nach Istanbul. Nach seinem Schulabschluss studierte er an der Universität Istanbul. Anschließend lebte er kurz in den Vereinigten Staaten, bevor er in die Türkei zurückkehrte und seinen Master-Abschluss an der Yeditepe Üniversitesi erhielt.
Sein Debüt gab er 2004 in der Fernsehserie Bütün Çocuklarım. 2007 heiratete er Ayşegül Kılıç. Das Paar hat zwei Kinder. Unter anderem spielte Kılıç 2011 in Adını Feriha Koydum mit.
Außerdem bekam er 2014 in der Serie Güllerin Savaşı eine Hauptrolle. Im selben Jahr setzte er seine Karriere in dem Film Seni Seviyorum Adamım fort. Von 2019 bis 2021 wurde er für die Serie Yasak Elma gecastet. Seit 2022 ist Kılıç in Kızılcık Şerbeti zu sehen.

## Filmografie
Filme
- 2014: Seni Seviyorum Adamım

Serien
- 2004: Bütün Çocuklarım
- 2007: Vazgeç Gönlüm
- 2007: Leylan
- 2009: Aynadaki Düşman
- 2011–2012: Adını Feriha Koydum
- 2012–2013: Merhaba Hayat
- 2014–2016: Güllerin Savaşı
- 2016: Oyunbozan
- 2017: Evlat Kokusu
- 2019–2021: Yasak Elma
- 2021: Uzak Şehrin Masalı
- 2022: Evlilik Hakkında Her Şey
- seit 2022: Kızılcık Şerbeti